# Фатх аль-Бари
Фатх аль-Ба́ри шарх Сахи́х аль-Буха́ри (араб. فتح الباري شرح صحيح البخاري‎ —  Озарение от Создателя‎) — комментарий (шарх) Ибн Хаджара аль-Аскаляни к Сахиху Мухаммада аль-Бухари.

## Автор
Ибн Хаджар родился в 1372 году в Каире. Детство прошло на родной земле, где он выучил наизусть Коран, «Аль-Хави» и «Аль-Мухтасар» Ибн аль-Хаджиба и другие труды. В сопровождении одного из опекунов он отправился в Мекку, где посещал уроки известных улемов. Для усовершенствования своих знаний об исламе он посещал уроки и лекции знатоков хадисов в Хиджазе, Шаме, Египте. В течение десяти лет Ибн Хаджар обучался у аль-Ираки. Кроме того, он обучался у аль-Балькини и Ибн аль-Мулаккина.

## Сахих аль-Бухари
Сахих аль-Бухари — один из шести основных суннитских сборников хадисов (Кутуб ас-ситта). Хадисы собраны средневековым исламским богословом Мухаммадом аль-Бухари, после того как на протяжении двух сотен лет эти хадисы передавались в устной форме. Сахих аль-Бухари для суннитов является одним из трёх самых надёжных сборников хадисов вместе с Сахихом Муслима и Муваттой имама Малика. Некоторые богословы считают Сахих аль-Бухари самой достоверной исламской книгой после Корана.

## Описание книги
Ибн Хаджар автор около 150 научных трудов по исламу, однако, именно «Фатх аль-Бари» по праву считается самым известным из них.
Комментарий Ибн Хаджара к Сахиху аль-Бухари является одним из важнейших научных источников по исламу, на составление которого автор потратил порядка 25 лет. Ибн Хаджар начал писать «Фатх аль-Бари» в 817 году по хиджре, когда ему было 44 года от роду, и окончил в начале месяца Раджаб 842 года по хиджре.
При написании «Фатх аль-Бари» Ибн Хаджар опирался на текст «Сахиха» аль-Бухари в версии от Абу Зарра Абд(уллаха) ибн Ахмада аль-Харави, который знал текст сборника аль-Бухари со слов трёх самых известных и достоверных передатчиков сборника: Абу Исхака Ибрахима ибн Ахмада аль-Мустамли, Абу Мухаммада Абдуллаха ибн Ахмада ас-Сархаси и Абуль-Хайсама Мухаммада ибн Макки аль-Кушмихани.
Объём книги Фатх аль-Бари (вместе с Сахихом аль-Бухари): 28 разделов в 14 томах (количество томов варьируется в зависимости от издания).